# Anwan Glover
Ralph Anwan Glover (né le 5 mai 1975 à Washington, DC) est un rappeur américain et membre fondateur du groupe de go-go basé à DC "BackYard Band" (également abrégé en "BYB"),. Glover est également un acteur, connu pour son interprétation de Slim Charles dans la série télévisée dramatique policière de HBO Sur écoute.

## Biographie

### Carrière
Il gagne une renommée locale à l'adolescence en 1992 en tant que l'un des membres fondateurs du "BackYard Band", puis fait ses débuts d'acteur fin 2003 en tant que Slim Charles dans la série télévisée HBO Sur écoute. Il est également apparu dans des vidéoclips, tels que "Dem Boyz" de Boyz N Da Hood et "Chillin" de Wale, entre autres. Il anime une émission de radio sur la radio 93,9 WKYS-FM dans la région métropolitaine de Washington. 
Glover joue dans trois épisodes de la première saison de la série télévisée de HBO Treme en tant que Keevon White. 

### Vie privée
Le 26 août 2007, le frère d'Anwan Glover, Tayon, est abattu à Columbia Heights (Washington, D.C.) (en). Il s'adresse alors à la presse, avec le maire de Washington, Adrian Fenty, appelant à la fin des vengeances dans les quartiers. Il déclare également qu'on lui a tiré dessus 13 fois. 
Le 3 août 2014, Glover est battu et poignardé dans une boîte de nuit. Les blessures ne mettaient cependant pas sa vie en danger,,. 

## Discographie

### Albums studios

#### Avec BackYard Band
- 1995 : We Like it Raw
- 1997 : Hood Related
- 1999 : Skillet
- 2016 : Street Antidote

## Filmographie

### Télévision
- 2004-2008 : Sur écoute (The Wire) : Slim Charles (27 épisodes)
- 2007 : New York, unité spéciale : James McDonnell (1 épisode)
- 2010 : Treme : Keevon White (3 épisodes)